# Villiers-aux-Corneilles
Villiers-aux-Corneilles ist eine französische Gemeinde mit 113 Einwohnern (Stand: 1. Januar 2022) im Département Marne in der Region Grand Est. Sie gehört zum Kanton Vertus-Plaine Champenoise und zum Arrondissement Épernay. 

## Lage
Sie ist umgeben von folgenden Nachbargemeinden:
| Potangis          | La Celle-sous-Chantemerle                   | Saron-sur-Aube     |
|                   | Kompassrose, die auf Nachbargemeinden zeigt |                    |
| Esclavolles-Lurey | Conflans-sur-Seine                          | Marcilly-sur-Seine |

## Bevölkerungsentwicklung
| Jahr      | 1962 | 1968 | 1975 | 1982 | 1990 | 1999 | 2008 | 2018 |
| --------- | ---- | ---- | ---- | ---- | ---- | ---- | ---- | ---- |
| Einwohner | 76   | 78   | 69   | 80   | 79   | 81   | 88   | 110  |